# Michthyops parva
Michthyops parva is een aasgarnalensoort uit de familie van de Mysidae. De wetenschappelijke naam van de soort is voor het eerst geldig gepubliceerd in 1897 door Vanhöffen.